# Francesco I de Tassis
Francesco I de Tassis (Camerata Cornello, 1459 – Bruxelles, 30 novembre o 20 dicembre 1517) fu un pioniere del servizio postale in Europa.

## Biografia
Francesco de Tassis proveniva dalla nobile famiglia lombarda dei Tasso ("Dachsen") di Cornello. Nel 1490 assieme al fratello Janetto e col nipote Giovanni Battista fu al servizio dell'Imperatore Massimiliano I, il quale lo nominò «Maestro di Posta», chiedendogli di riformare il sistema di corrieri nell'area della Borgogna e dei Paesi Bassi, che si trovavano comprese all'epoca tra i possedimenti del figlio di Massimiliano, Filippo il Bello, duca di Borgogna. Nel 1512 Francesco sposò Dorothea Luytvoldi.
Dopo aver concluso le trattative con Massimiliano I nel 1490, Francesco I trattò con lo zio di questi, Sigismondo del Tirolo, il quale aveva la propria residenza ad Innsbruck. Dal Filippo di Borgogna a Margherita d'Austria tutti presto si avvalsero del nuovo sistema postale, che prese piede in particolare per la corrispondenza ufficiale, ma che crebbe anche nelle funzioni private, col tempo. I Tassis sepper anche sfruttare l'occasione di svolgere attività postali tra l'imperatore e Roma, riuscendo a farsi notare anche alla corte papale.
Il 1º marzo 1501 Francesco I venne nominato da Filippo il Bello, Maestro di Posta della Borgogna e dei Paesi Bassi. Dopo la sua morte avvenuta nel 1517 a Bruxelles, il suo corpo fu tumulato nella Chiesa di Notre-Dame du Sablon.

## Le prime vie postali
Alla morte della Regina Isabella di Castiglia il 26 novembre 1504, Filippo ereditò queste terre dalla moglie Giovanna di Castiglia, figlia di Ferdinando II d'Aragona e della defunta regina Isabella. Filippo quindi, il 18 gennaio 1505, consentì ai Tassis di fondare nuove stazioni di posta a Bruxelles, Malines e in molte altre città dell'area, le quali garantivano un servizio completo in estate ed in inverno.
Riportiamo di seguito un elenco di dati pervenutoci relativo alle vie postali in oggetto:
Bruxelles-Innsbruck 5 giorni e 1/2 (in inverno 6 giorni e 1/2)
Bruxelles-Parigi 44 ore (in inverno 54 ore)
Bruxelles-Blois 2 giorni e 1/2 (in inverno 3 giorni)
Bruxelles-Lione  4 giorni (in inverno 5 giorni)
Bruxelles-Granada 15 giorni (in inverno 18 giorni)
Bruxelles-Toledo 12 giorni (in inverno 14 giorni)
Le lunghe distanze erano percorribili anche grazie alle numerosissime stazioni di rifornimento e cambio dei cavalli che si trovavano lungo il percorso.

## Il servizio postale dopo la morte di Filippo il Bello
Alla morte di Filippo il Bello, avvenuta il 25 settembre 1506 a Burgos, la situazione divenne più delicata. Massimiliano cedette alla propria figlia i Paesi Bassi ed al proprio nipote Carlo, la Borgogna. Questo fatto, indubbiamente consentì due gestioni diverse del patrimonio postale che talvolta, non poterono godere della medesima efficienza a causa delle diverse disposizioni elargite dai regnanti.
Alla morte di Ferdinando d'Aragona, il 23 gennaio 1516 Carlo ottenne anche Napoli e la Sicilia. Si conseguenza, questo ampliò di molto gli orizzonti di Giovanni Battista de Tassis e di Francesco I che il 12 novembre 1516 vennero nominati Maestri di Posta anche di queste regioni.
La situazione comportò quindi l'annessione di nuove rotte:
Bruxelles-Burgos 7 giorni (in inverno 8 giorni)
Bruxelles-Roma 10 giorni e 1/2 (in inverno 12 giorni)
Bruxelles-Napoli 14 giorni (in inverno 15 giorni e 1/2)
Il servizio postale andò espandendosi negli anni e garantì sempre maggiori entrate alla famiglia Tassis, che costituiranno il loro principale mezzo di sostentamento sino al 1867.
Nel 1512, inoltre, a Francesco I venne concesso per mano imperiale il titolo di Nobile e come tale da qui iniziò anche l'escalation sociale della famiglia, all'interno della nobiltà tedesca.